# Варшавська приміська залізниця

Схема ліній WKD, сірим позначено Варшаву

Варшавська приміська залізниця (пол. Warszawska Kolej Dojazdowa, WKD) — мережа залізниць у столиці Польщі місті Варшава і її агломерації, подібна системам S-Bahn. Лінія примісько-міського поїзда разом з двома своїми відгалуженнями сполучає Варшаву з муніципалітетами Міхаловиці, Прушкув, Брвінув, Подкова-Лесьна, Мілянувек і Гродзиськ-Мазовецький на північний захід від Варшави.

## Історія
Лінія була відкрита в 1927 році як електрична приміська залізниця і отримала сучасну назву в 1951 році. Це була перша електрична залізниця у Польщі. Наприкінці 2004 року залізниця була придбана консорціумом Польські державні залізниці (пол. Polskie Koleje Państwowe, PKP), який представлений містом Варшава, Мазовецьким регіональним урядом і шістьма муніципалітетами, що обслуговуються приміською залізницею.

## Маршрут
Починаючись від підземної кінцевої станції, суміжній з основною станцією, двоколійна лінія залізниці прямує на захід, прямуючі поруч з головною залізничною магістраллю Варшави, далі переходить в окрему лінію, прямуючи на південний захід.
Станції лінії:
- Варшава-Середмістя
- Варшава-Охота
- Варшава-Західна
- Варшава-Редута Ордона
- Варшава-Єрусалимські Алеї
- Варшава-Ракув
- Варшава-Саломеа
- Опач
- Міхаловиці
- Реґули
- Маліхи
- Творки
- Прушкув
- Коморув
- Нова Весь Варшавська
- Кане Геленовське
- Отрембуси
- Подкова-Лесьна Східна
- Подкова-Лесьна Головна
- Подкова-Лесьна Західна

Далі лінія розгалужується. Станції на лінії до Мілянувека (лінія 48) :
- Полесе
- Мілянувек-Грудув

Станції на лінії до Гродзиська-Мазовецького (Лінія 47):
- Казимерувка
- Бжузкі
- Гродзиськ-Мазовецький-Окренжна
- Гродзиськ-Мазовецький-П'яскова
- Гродзиськ-Мазовецький-Йордановиці
- Гродзиськ-Мазовецький-Радонська

## Рухомий склад
| Сьогоденний | Сьогоденний | Сьогоденний  | Сьогоденний    | Сьогоденний | Сьогоденний | Сьогоденний                                 | Сьогоденний |
| Клас        | Фото        | Тип          | Швидкість km/h | К-сть       | Виробництво | Примітки                                    |             |
| ----------- | ----------- | ------------ | -------------- | ----------- | ----------- | ------------------------------------------- | ----------- |
| EN95        |             | Електропоїзд | 90             | 1           | 2004        |                                             |             |
| EN97        |             | Електропоїзд | 80             | 14          | 2011        |                                             |             |
| EN100       |             | Електропоїзд | 100            | 6           | 2014        |                                             |             |
| Історичний  |             |              |                |             |             |                                             |             |
| EN80        |             |              | 85             | 52          | 1927        |                                             |             |
| EN94 101N   |             | Електропоїзд |                | 1           | 1969        | Тип оригіналу Pafawag 101N. Списано в 1989  |             |
| EN94 101Na  |             | Електропоїзд |                | 39          | 1972        | Тип оригіналу Pafawag 101Na. Списано в 2016 |             |